# ハル・ヒッケル
ハル・T・ヒッケル（Hal T. Hickel）は、インダストリアル・ライト&マジック（ILM）の視覚効果アニメーターである。

## 生い立ちと学歴
コロラド州ボルダーで生まれ、その後はカリフォルニア州リバーサイド、サンフランシスコ・ベイエリアに移る。幼少時代は『スター・ウォーズ』のファンであり、続編のアイデアを書いた手紙をスタジオに送っていた。1982年にカリフォルニア芸術大学の映画グラフィックプログラムに通うも1年で辞める。

## キャリア
1982年から1988年までAn-FXで働き、その後ウィル・ヴィントン・スタジオ（後のライカ）でストップモーションとモーションコントロールのスタッフとして働く。
1994年にピクサーに入社し、アニメーターとして『トイ・ストーリー』や短編映画に携わる。その後『スター・ウォーズ』の新三部作のプリプロダクションが始まった事を耳にしたヒッケルはILM
へと移る。ヒッケルはまず『ロスト・ワールド/ジュラシック・パーク』でアニメーターを務め、さらに『スター・ウォーズ エピソード1/ファントム・メナス』、『スター・ウォーズ エピソード2/クローンの攻撃』でドロイドの動きを手がける。
この他に『A.I.』、『スペース カウボーイ』、『ドリームキャッチャー』、『ヴァン・ヘルシング』などに参加する。2007年にヒッケルは『パイレーツ・オブ・カリビアン/デッドマンズ・チェスト』によりアカデミー視覚効果賞を獲得した。

## 受賞とノミネート
| 賞               | 年   | 部門           | 作品名                                              | 結果       |
| ---------------- | ---- | -------------- | --------------------------------------------------- | ---------- |
| アカデミー賞     | 2003 | 視覚効果賞     | パイレーツ・オブ・カリビアン/呪われた海賊たち       | ノミネート |
| アカデミー賞     | 2006 | 視覚効果賞     | パイレーツ・オブ・カリビアン/デッドマンズ・チェスト | 受賞       |
| アカデミー賞     | 2007 | 視覚効果賞     | パイレーツ・オブ・カリビアン/ワールド・エンド       | ノミネート |
| アカデミー賞     | 2016 | 視覚効果賞     | ローグ・ワン/スター・ウォーズ・ストーリー           | ノミネート |
| 英国アカデミー賞 | 2003 | 特殊視覚効果賞 | パイレーツ・オブ・カリビアン/呪われた海賊たち       | ノミネート |
| 英国アカデミー賞 | 2006 | 特殊視覚効果賞 | パイレーツ・オブ・カリビアン/デッドマンズ・チェスト | 受賞       |
| 英国アカデミー賞 | 2007 | 特殊視覚効果賞 | パイレーツ・オブ・カリビアン/ワールド・エンド       | ノミネート |
| 英国アカデミー賞 | 2008 | 特殊視覚効果賞 | アイアンマン                                        | ノミネート |
| 英国アカデミー賞 | 2013 | 特殊視覚効果賞 | パシフィック・リム                                  | ノミネート |
| 英国アカデミー賞 | 2016 | 特殊視覚効果賞 | ローグ・ワン/スター・ウォーズ・ストーリー           | ノミネート |